# 1640-е

## Догађаји и трендови
- 1640. — рођен Фрањо Ђура Колчић, учесник одбране Беча за вријеме турске опсаде Беча 1683.
- 1640. — рођен Мурат IV, турски султан.
- 1640. — Португал је почео борбу за независност од Шпаније, чиме ће 28 година послије бити окончана Иберијска унија.
- 1640. — мучење је забрањено у Енглеској.
- 1641. — Шогунат Токугава започиње с политиком изолације Јапана, сви странци су протерани и ником није дозвољено да уђе или да напусти земљу. Излоација ће завршити тек 1853. године.
- 1641. — послије погубљења ирског намјесника Томаса Вентворта у Лондону, у Ирској су католички Ирци убили хиљаде енглеских и шкотских досељеника који су 1609. дошли на острво, чиме је започела Ирска побуна из 1641. године.
- 1642. — умрла Марија Медичи.
- 1642. — умро Дмитриј Пожарски, руски кнез из династије Рурик и вођа руског устанка против пољско-литванске окупације током смутних времена почетком 17. вијека.
- 1642. — умро Арман Жан ди Плеси де Ришеље, француски државник, кардинал, који је као министар краља Луја XIII вршио стварну власт у Француској и подигао моћ француске круне. Године 1635. основао је Француску академију.
- 1642. — започео Енглески грађански рат.
- 1642. — холандски истраживач Абел Тасман је кренуо на двогодишњу експедицију, на којој постаје први Европљанин који је дошао до обала Тасманије и Новог Зеланда.
- 1643. — умро Луј XIII, француски краљ.
- 1643. — на француско пријестоље је дошао Луј XIV.
- 1644. — Манџурци покоравају Кину и тиме окончавају владавину династије Минг. Династија Ћинг долази на власт и влада до 1912.
- 1645. — рођен гроф Ђорђе Бранковић, српски владар.
- 1645. — умро Михајло I, први руски цар из династије Романов.
- 1645. — започео је Кандијски рат између Отоманског царства и Млетачке републике.
- 1648. — Вестфалским миром се окончавају Тридесетогодишњи, као и период превласти Шпаније и Светог римског царства у Европи.
- 1648. — потписивањем Минстерског мира у Минстеру окочан Осамдесетогодишњи рат Шпаније и Уједињених Провинција Низоземске. Шпанија у октобру исте године принуђена да призна независност Холандије, што је омогућило убрзан економски и културни процват нове државе.
- 1648. — започео је Фронда, грађански рат у Француској.
- 1649. — у Лондону је погубљен енглески краљ Чарлс I после пораза његових снага у грађанском рату с републиканским снагама Оливера Кромвела. Његово погубљење изазвало огорчење и бес на европским дворовима, а у Холандији и Шпанији побијени дипломатски представници Кромвелове државе.

## Наука
- 1641. — Рене Декарт објавио Медитације. Састоји се из шест медитација, О Стварима у које можда сумњамо, О Природи и Човековом Интелекту, О Богу: да Он постоји, О Истини и Грешкама, О природи Материје, О постојању Материје и стварној разлици између Тела и Душе Човека.
- 1641. — рођен барон Јанез Вајкард Валвазор, словеначки племић, географ, историчар, етнограф, сликар и члан Краљевског друштва.
- 1642. — Блез Паскал конструисао механички калкулатор.
- 1642. — умро Галилео Галилеј, италијански астроном, физичар, математичар и филозоф природе, чија су истраживања поставила темеље модерној механици и физици.
- 1643. — Еванђелиста Торичели је конструисао први живин барометар.
- 1643. — рођен Исак Њутн.
- 1646. — рођен Готфрид Вилхелм Лајбниц, немачки филозоф, математичар, проналазач, правник, историчар, дипломата и политички саветник.

## Култура
- 1642. — умро Томас Хобс, енглески филозоф.

### Музика
- 1643. — умро Ђироламо Фрескобалди, италијански чембалиста, оргуљаш и композитор.
- 1644. — рођен Антонио Страдивари, италијански творац виолина и других жичаних инструмената, чела, гитара и харфи. Сматра се највећим мајстором у изради виолина свих времена.